# Reuteroscopus femoralis
Reuteroscopus femoralis är en insektsart som beskrevs av Kelton 1964. Reuteroscopus femoralis ingår i släktet Reuteroscopus och familjen ängsskinnbaggar. Inga underarter finns listade i Catalogue of Life.